# Àstrid Bergès-Frisbey
Àstrid Bergès-Frisbey (Barcelona, 26 de maig de 1986) és una actriu de cinema i televisió catalana que ha fet també algun treball com a model publicitària i imatge de marca de roba.
Filla de pare català i mare franco-americana, van marxar a viure a París (França) quan tenia cinc anys. Parla fluidament català, francès i castellà. Debutà el 2007 a la televisió francesa i el 2008 va estrenar-se al cinema amb la pel·lícula francesa Un barrage contre le Pacifique i, des d'aleshores, ha fet altres pel·lícules franceses.
El 2010 va protagonitzar la campanya publicitària de la marca britànica de roba French Connection i el 2011 s'estrenaren dues pel·lícules a les quals hi actuà: Pirates del Carib 4, on hi interpretà una sirena, en un petit paper secundari, i Bruc, la llegenda, a la qual encapçalà cartell amb Vincent Pérez, l'antagonista, i Juan José Ballesta, que és qui fa de timbaler. L'any 2014 va interpretar el paper de Sofi a la pel·lícula I Origins de Mike Cahill.

## Teatre
- 2008: Equus, de Peter Shaffer[2]

## Filmografia

### Televisió
- 2007: Sur le fil (sèrie de televisió)
- 2007: Divine Émilie (telefilm)
- 2008: Elles et moi (minisèrie de televisió)
- 2009: La Reine Morte (telefilm)

### Cinema
- 2008: Un barrage contre le Pacifique, de Rithy Panh
- 2009: La Première Étoile, de Lucien Jean-Baptiste
- 2010: Bruc. La Llegenda, de Daniel Benmayor
- 2011: Pirates of the Caribbean: On Stranger Tides, de Rob Marshall
- 2011: La fille du puisatier, de Daniel Auteuil
- 2011: El sexe dels àngels, de Xavier Villaverde
- 2014: I Origins, de Mike Cahill
- 2015: Alaska, de Claudio Cupellini
- 2017: King Arthur: Legend of the Sword, de Guy Ritchie
- 2020: L'Autre, de Charlotte Dauphin
- properament Way Down, de Jaume Balagueró

#### Curts
- 2014: Home Is Where Your Heart Aches, de Julien Levy
- 2015: Up to Me, de Dorine Hollier
- 2015: The Driver, de Michael Pitt
- 2015: Louis, de Stéphanie Doncker

## Premis i nominacions

### Nominacions
- 2012: Premi Gaudí a la millor interpretació femenina principal per Bruc, la llegenda.[3]
- 2016: Premi David de Donatello a la millor actriu per Alaska.[4]